# Stigmatomyces australis
Stigmatomyces australis är en svampart som beskrevs av M.B. Hughes, A. Weir, Gillen & W. Rossi 2004. Stigmatomyces australis ingår i släktet Stigmatomyces och familjen Laboulbeniaceae.   Inga underarter finns listade i Catalogue of Life.